# Malta Township (Illinois)
Malta Township ist eine Township im DeKalb County, Illinois in den USA.

## Geographie
Nach den Angaben des United States Census Bureaus hat die Township eine Gesamtfläche von 90,6 km², wovon 90,0 km² Land und 0,6 km² (=0,66 %) Gewässer sind.
| Lynnville Township, Ogle County | South Grove Township | Mayfield Township |
| Dement Township, Ogle County    | Kompass              | DeKalb Township   |
| Alto Township, Lee County       | Milan Township       | Afton Township    |

## Demographie
Zum Zeitpunkt des United States Census 2020 lebten in Malta Township 1557 Personen. Die Bevölkerung in Malta Township bestand mit 1330 Personen überwiegend aus Weißen, 38 gaben Schwarz oder African American an, 8 American Indian und 2 Asian. 64 gaben an, anderen Rassen anzugehören, und 115 nannten zwei oder mehr Rassen.